# Phare de Murvica
Le phare de Murvica (en croate : Svjetionik Otočić Murvica) est un feu actif situé sur l'îlot Murvica, au nord-ouest de l'île Drvenik Mali, dans le Comitat de Split-Dalmatie en Croatie. Le phare est exploité par la société d'État Plovput .

## Histoire
Le phare se situe sur un îlot rocheux à l'entrée ouest du chenal Drvenik qui sépare le continent des îles Drvenik Mali et Drvenik Veliki dont il marque l'entrée en direction du port de Split. Sa lumière st alimentée à l'énergie solaire.

## Description
Le phare  est une tour carrée en pierre grise de 7 m de haut, avec petite galerie et lanterne attachée à une maison de gardien d'un étage. Le bâtiment est en pierre grise non peinte et la lanterne est blanche. Il émet, à une hauteur focale de 15 m, un long éclat rouge toutes les 8 secondes. Sa portée est de 7 milles nautiques (environ 13 km) pour le feu principal et 6 milles nautiques (environ 11 km) pour le feu de veille.
Il est équipé d'une corne de brume émettant un signal de 4 secondes par période de 30 secondes audibles jusqu'à 2 milles nautiques (environ 3.7 km). Il possède aussi un Système d'identification automatique pour la navigation maritime.
Identifiant : ARLHS : CRO-007 - Amirauté : E3294 - NGA : 13348 .

## Caractéristiques dufeu maritime
Fréquence : 8s (R)
- Lumière : 2 secondes
- Obscurité : 6 secondes

### Lien connexe
- Liste des phares de Croatie